# Малосергеевка
Малосергеевка (каз. Малосергеевка) — упразднённое село в Айыртауском районе Северо-Казахстанской области Казахстана. Входило в состав Гусаковского сельского округа. Ликвидировано в 2014 году. Код КАТО — 593239600.

## Население
В 1999 году население села составляло 53 человека (29 мужчин и 24 женщины). По данным переписи 2009 года в селе проживало 2 человека (2 мужчины).